# SsangYong Actyon
O  Actyon  é um SUV da SsangYong. Tem dois sistemas de tração, um 4x2 ou 4x4, conforme a opção. Utiliza um antiquado chassis de longarinas, adequado aos jipes, mas desatualizado para um SUV. O motor Diesel 2.0 litros é de origem Mercedes-Benz. Foi desenhado pelo conceituado Giorgetto Giugiaro. Há modelos com câmbio Mercedes (M200) e câmbio 4 marchas (A200).

## Galeria
- Antes do facelift.
- Após o facelift de 2014.